# Maxime Payen
Pour les articles homonymes, voir Payen.

a Compétitions nationales et continentales officielles uniquement.

b Matchs officiels uniquement.
Dernière mise à jour le 18 mai 2020.
Maxime Payen, né le 26 février 1992, est un joueur français de rugby à XV.

## Biographie

### Famille
Son père, Christian Payen, ancien joueur de rugby à XV devenu entraîneur, créé en 1982 le Rugby Club Maurepas Élancourt (RC Maurepas Élancourt) qui devient par la suite le Saint-Quentin-en-Yvelines rugby (SQY rugby),. Il a trois frères : Guillaume, Thomas et Clément.

### Débuts
Maxime Payen vit avec ses parents et ses trois frères à Élancourt. Il commence le rugby à XV au Rugby Club Maurepas Élancourt, mais il se lasse très rapidement et décide de se mettre à l'athlétisme. Il prend une licence à l'Entente athlétique Saint-Quentin-en-Yvelines (EASQY) et devient champion de France cadet du poids (18,18 m), du disque (50,28 m), et est aussi capable de bondir à 7,15 m en longueur.
Au bout de quelques années, il arrive à saturation et il rejoint le RC Massy en cadets deuxième année. La FFR officialise son entrée au pôle France de Marcoussis pour la saison 2009-2010 (promotion Jacques Fouroux) et le surclasse d'un an.
Il quitte la maison familiale à 17 ans et intègre le centre de formation du Stade toulousain,, où il fait ses gammes en crabos avant de basculer en espoir.
Yannick Nyanga est son parrain lors de l'édition 2009 des Étoiles du Sport.
Il est sélectionné en équipe de France de rugby à XV des moins de 17 ans, moins de 18 ans, moins de 19 ans et moins de 20 ans.
En 2013, il quitte le Stade toulousain et signe son premier contrat professionnel avec le SC Albi pour deux ans,,,,,.
En 2015, il s'engage avec l'UA Gaillac, mais il ne vient jouer qu'en 2017,,.